# عبدالقادر بن ملوک شاه بدائونی
عبدالقادر بن ملوک شاه بدائونی یا ملّا عبدالقادر بدایونی (۹۴۷- ۱۰۲۴ق)، تاریخ نگار و مترجم صاحب نام قرن دهم هجری، مقارن با دوران سلطنت اکبرشاه در هندوستان است. زادگاه او را بدائون، ناحیه و شهری کهن در ایالت اوتار پرادش در شمال هند ذکر کرده‌اند.

## تحصیلات بدائونی
در دوازده سالگی پدرش ملوک شاه وی را به سنبهل، نزد شیخ حاتم سنبهلی می‌برد تا فقه حنفی را بیاموزد. وی هم چنین نزد محمد مکی و نیز جد مادریش مخدوم اشرف بساوری، قرآن و علوم عربی را آموخت. بدائونی در سال ۹۶۶ق به همراه پدرش به آگرا می‌رود و در سلک شاگردان شیخ مبارک ناگوری، علوم رسمی را فرا می‌گیرد. بدائونی در علوم دیگر از جمله موسیقی، تاریخ و نجوم نیز تبحر داشته است.

## راه یافتن بدائونی به دربار اکبرشاه
بدائونی در اواخر ذیحجه ۹۸۱ به آگره می‌رود و در آنجا توسط جلال‌خان قورچی و حکیم عین‌الملک شیرازی به اکبر شاه معرفی می‌شود. او پس از ورود به دربار اکبر، دارای منصب‌هایی می‌گردد و مسئولیت‌هایی نیز به وی واگذار می‌شود. از جمله این که به دستور اکبر، فعالیت‌های گسترده‌ای را در زمینه نگارش و نیز ترجمه آثاری از زبان سانسکریت و عربی به فارسی آغاز می‌کند. از مهم‌ترین آثار او نگارش کتاب منتخب التواریخ در سه جلد می‌باشد که تاریخ نگاری از زمان غزنویان تا سلطنت اکبر شاه را شامل می‌شود.
بدائونی یک از منتقدان جدی اکبرشاه در راستای سیاست‌های دین الهی و صلح کل بود. او طرفدار جناح روحانیان سنّی سنتی بود و نفوذ ابوالفضل علامی، فیضی دکنی و شیخ مبارک را عامل بدعت در دستگاه پادشاه اکبر می‌دید. با این حال او نیز طرفدار هزاره‌گرایی بود و به شخصیت‌های مسیحایی همچون محمد نوربخش (موسس جنبش نوربخشی در ایران) و مهدی جانپور (موسس مهدویه در هند) اظهار علاقه می‌کرد.

## تالیف‌ها
- منتخب التواریخ
- نجات الرشید
- الاحادیث
- تالیف بخش عمده‌ای از کتاب تاریخ الفی [۴][۵]

## ترجمه‌ها
- رامایانا
- بید اتهرین
- بحر الاسمار
- جامع رشیدی
- دو بخش از هجده بخش مهابهاراتا
- ده جزوه از نسخه‌ی معجم البلدان

## انزوا و مرگ بدائونی
بدائونی در سال ۹۹۹ قمری به زادگاهش بدائون باز می‌گردد و اواخر عمر خویش را در انزوا سر می‌کند.
دربارهٔ تاریخ دقیق مرگ وی اختلاف نظر وجود دارد.
او را در باغ انبه عطارپور در نزدیکی بدائون دفن کردند.